# Prosity (gromada)
Prosity – dawna gromada, czyli najmniejsza jednostka podziału terytorialnego Polskiej Rzeczypospolitej Ludowej w latach 1954–1972.
Gromady, z gromadzkimi radami narodowymi (GRN) jako organami władzy najniższego stopnia na wsi, funkcjonowały od reformy reorganizującej administrację wiejską przeprowadzonej jesienią 1954 do momentu ich zniesienia z dniem 1 stycznia 1973, tym samym wypierając organizację gminną w latach 1954–1972.
Gromadę Prosity z siedzibą GRN w Prositach utworzono – jako jedną z 8759 gromad na obszarze Polski – w powiecie reszelskim w woj. olsztyńskim na mocy uchwały nr 25 WRN w Olsztynie z dnia 4 października 1954. W skład jednostki weszły obszary dotychczasowych gromad Księżno i Lądek ze zniesionej gminy Lutry, ponadto obszar dotychczasowej gromady Prosity oraz miejscowość Polkajmy z dotychczasowej gromady Polkajmy ze zniesionej gminy Franknowo, w tymże powiecie. Dla gromady ustalono 10 członków gromadzkiej rady narodowej.
Gromadę zniesiono 1 stycznia 1958, a jej obszar włączono do gromad: Lutry (wsie Księżno i Lądek) i Franknowo (wsie Polkajmy i Prosity oraz osady Wólka Szlachecka i Biegonity) w tymże powiecie.